# Суру (деревня)
Су́ру (эст. Suru) — деревня на севере Эстонии в волости Куусалу уезда Харьюмаа. 

## География и описание
Расположена в 50 километрах к востоку от Таллина. Высота над уровнем моря — 81 метр. 
На севере деревня граничит с Валгейыэ, на востоке и юго-востоке с Тыреска, на юго-западе с Койтъярве, на западе с Сигула, на северо-западе с Лийапеэкси.

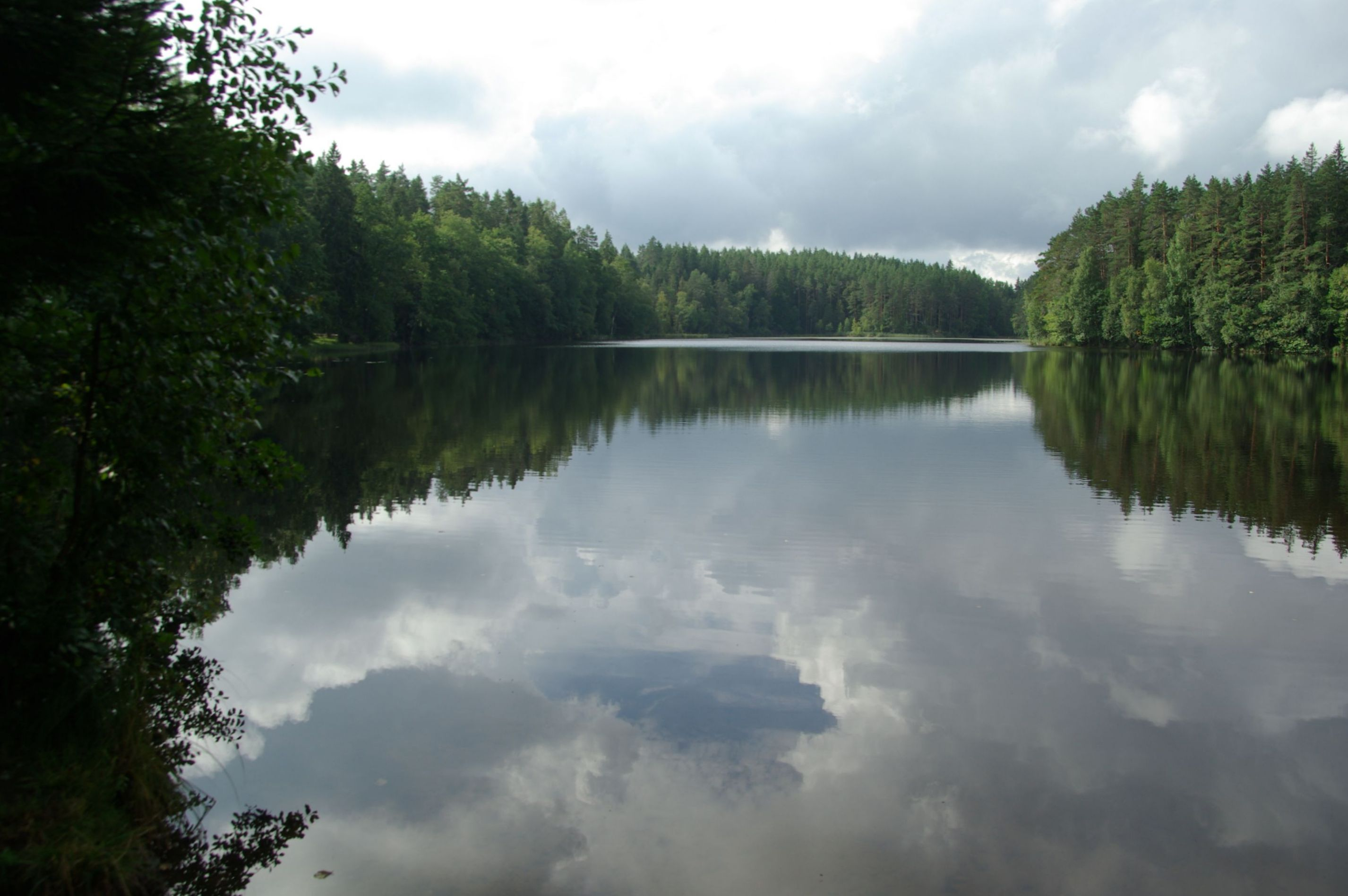
Озеро Пиккъярв

На юго-западе находятся две системы озер: Ярви (эст. Järvi järved) и Пюхамеесте (эст. Pühameeste järved). В систему озер Ярви входят озера Сягъярв (эст. Sägjärv), Пярнъярв (эст. Pärnjärv) и Пиккъярв (эст. Pikkjärv). В систему Пюхамеесте входят озера Лаиъярв (эст. Laijärv) и Вяйкеъярв (эст. Pühameeste Väikejärv). На границе с деревней Койтъярве и болотом Суру расположено озеро Пикклаугас (эст. Pikklaugas).
Через Суру с юга на север протекает река Валгейыги, которая является природоохранным объектом. К востоку от реки расположена часть центрального полигона вооруженных сил Эстонии, а к западу — часть заповедника Пыхья-Кырвемаа.
Климат — умеренный. Официальный язык — эстонский. Почтовый индекс — 74634.

## Население
По данным переписи населения 2021 года, в Суру проживали 9 человек, все — эстонцы.
По данным переписи населения 2011 года в деревне проживали 3 человека, также все — эстонцы. 
Численность населения деревни Суру по данным переписей населения:
| Год  | 1979 | 1989 | 2000 | 2011 | 2021 |
| ---- | ---- | ---- | ---- | ---- | ---- |
| Чел. | 24   | ↘ 11 | ↘ 2  | ↗ 3  | ↗ 9  |

## История
В письменных источниках 1541 года упоминается Surro, 1663 года — Suro (мыза), примерно 1694 года — Surro (мыза), 1792 года — Sur-pallo, 1798 года — Surro (мыза и деревня), 1923 года — Suru (поселение и деревня).
Изначально деревня входила в состав прихода Кадрина, что естественно, т. к. она располагалась на восточном берегу реки Валгейыги, на границе двух приходов. В ревизии 1782 года указано, что она относится к мызе Кихлефер (нем. Kichlefer, Кихлевере, эст. Kihlevere mõis) прихода Кадрина. В 1795 году здесь упоминается самостоятельная мыза Сурро (нем. Surro, Суру, эст. Suru mõis), относившаяся к приходу Куусалу, первые же упоминания о ней датируются 1541 годом. 
Мыза была отделена от мызы Кихлевере и получила самостоятельность в 1780-х годах. В разное время мызой владело множество различных дворянских родов: Гельвиги, Бремены, Стенбоки, Нироды, Толи, Бреверны, Клюгены и Штакельберги.
В 1940-х годах к Суру была присоединена деревня Колгу, которая была восстановлена в 1997 году. 
В 1950-х годах на территории Суру был образован полигон широкого назначения. Здесь проводились учения танковых войск и артиллерии. Земли мызы были переданы полигону в 1952 году. Здания мызы были либо снесены, либо разрушились сами. В настоящее время полигон принадлежит центру логистики вооруженных сил Эстонии. Здесь расположен Суруский тир и Суруская тактическая местность. В связи с созданием полигона к Суру была присоединена деревня Тыреска (восстановлена в 1997году).
В 1991 году часть земель полигона была преобразована в заповедник Пыхья-Кырвемаа, северная часть которого находится на территории деревни Суру.